# Humboldtsäule

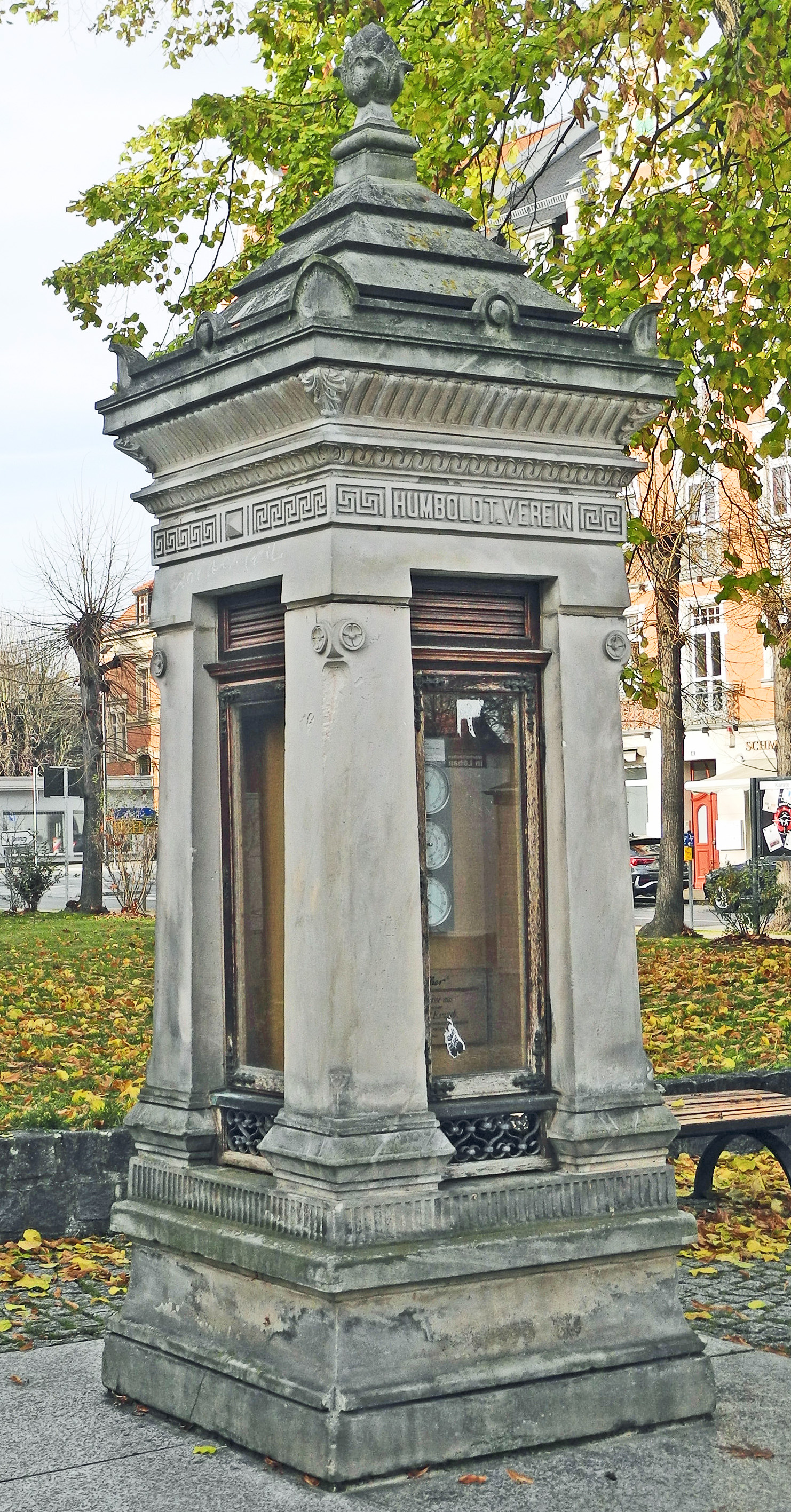
Humboldtsäule (2020)

Die Humboldtsäule (auch Humboldt-Säule oder Wettersäule) ist ein unter Denkmalschutz stehendes Objekt in der Stadt Löbau (Sachsen).

## Beschreibung
Bei der Humboldtsäule handelt es sich um ein frei stehendes viereckiges Sandsteintürmchen, welches als ortsgeschichtlich und technikgeschichtlich von Bedeutung gilt. Der Fuß der Säule besteht aus blauem Oberlausitzer Granit, die Säule selbst aus weißem feinkörnigem Warthauer Sandstein. Auf allen vier Seiten befinden sich vier mit Glasfenstern ausgestattete Schaukästen. In den Schaukästen befinden sich Thermo- und Barometer.

## Geschichtlicher Hintergrund
Der 1865 gegründete Humboldtverein, der sich zum Ziel gesetzt hatte, den Sinn für Naturanschauung zu wecken und naturwissenschaftliches Streben zu fördern, nahm die 1887 entstandene Idee der Errichtung einer Wettersäule in der Stadt Löbau auf. Es wurde eine Kommission gebildet, die die Planung und den Bau eines solchen Objekts vorantreiben sollte. Die Stadt stellte den Standort an der Promenade (heutiger Promenadenring) zur Verfügung. Nachdem die Säule im 20. Jahrhundert aufgrund von Verwitterung stark in Mitleidenschaft gezogen worden war, wurde sie 1996 auf Initiative des Löbauer Fremdenverkehrsvereins saniert. Unter der Nummer 09222410 steht das Objekt in der Denkmalschutzliste des Landesamtes für Denkmalpflege Sachsen.